# Chiesa dei Santi Apostoli Pietro e Paolo (Uboldo)
La chiesa dei Santi Apostoli Pietro e Paolo è la parrocchiale di Uboldo, in provincia di Varese ed arcidiocesi di Milano; fa parte del decanato di Saronno.

## Storia
La prima pietra dell'edificio fu posta il 14 settembre 1945 e benedetta dal cardinale Alfredo Ildefonso Schuster. Il progetto impostato nel 1943 da monsignor Giuseppe Polvara, fondatore della Scuola d'arte Beato Angelico di Milano, fu leggermente modificato in seguito per contenere il costo dell'opera. Dopo la conclusione dei lavori nel 1955, la chiesa preesistente all'attuale fu demolita, ad eccezione del campanile, che venne eretto tra il 1712 ed il 1719, tuttora esistente.
Tra il 2012 e il 2013 si è optato per il rifacimento della pavimentazione interna con posa di nuovo impianto di riscaldamento, mentre nel 2018 sono stati effettuati il rifacimento del manto di copertura e la ritinteggiatura degli esterni della parrocchia.

## Descrizione
La parrocchiale è un edificio moderno, che riprende le forme tradizionali della pianta a croce latina, caratterizzato da una serie di aperture disposte lungo il perimetro di navate e transetto, con facciata a capanna di altezza maggiore rispetto alla navata, a tre ordini di aperture simmetricamente disposte, e preceduta da un portico a cinque archi su pilastri. A sinistra delle navate si erge il battistero ottagonale. L'interno a tre navate è concluso da presbiterio rialzato con abside semicircolare, e coperto da un solaio piano sulla navata centrale e da volte a crociera sulle navate laterali più basse. È presente una cupola all'incrocio tra navate e transetto, poggiante su pilastri. 
Il presbiterio parzialmente delimitato da balaustre in pietra ospita l'altare maggiore in marmi policromi, conservato dalla precedente chiesa, ed una mensa lignea proveniente da un'altra chiesa uboldese. Entrando nella chiesa dall'ingresso principale, a sinistra si trova la cappella del Battistero, lungo le navate laterali si aprono piccole cappelle semicircolari (Sacro Cuore e Calvario), nel transetto sul lato sinistro dell'altare maggiore, si trova la cappella della Madonna del Rosario, con statua in legno di rovere, opera di Giacomo Lepora su disegno del Legnanino e proveniente dall'oratorio dei Santi Cosma e Damiano, mentre sul lato destro si trova la cappella di San Pio Martire. Negli anni '80, tra il 1980 e 1984, si è completata la decorazione pittorica interna, opera dei pittori Bogani di Como, con affreschi raffiguranti nell'abside la Parusia del Cristo morto, sulla cupola i Misteri della vita di Cristo, sulle pareti laterali della navata centrale le Scene della vita dei Santi Pietro e Paolo. All'interno si conservano dipinti e sculture provenienti dalla chiesa preesistente e da altre chiese del paese.
Nel transetto sono visibili una "Madonna del latte con San Sebastiano e San Giacomo", di scuola luinesca e una "Madonna in gloria" del Legnanino proveniente sempre dalla chiesa dei Santi Cosma e Damiano.